# Semele bellastriata
Semele bellastriata är en musselart som först beskrevs av Conrad 1837.  Semele bellastriata ingår i släktet Semele och familjen Semelidae. Inga underarter finns listade i Catalogue of Life.